# S/T/R/I/P/P/E/R
『STRIPPER』（ストリッパー）は、日本の歌手である沢田研二の16作目となるオリジナルアルバム。
1981年6月10日にポリドールK.K. （現・ユニバーサル ミュージックLLC）からLP盤で、アポロン（現・バンダイナムコアーツ）から音楽テープ（コンパクトカセット）でそれぞれリリースされた。
その後CD化され、1991年と1996年に東芝EMI（イーストワールドレーベル、現・ユニバーサル ミュージックLLC）から、また2005年にはユニバーサル ミュージックLLCから再リリースされている。

## 解説
沢田が初めて率いたバックバンドである井上堯之バンドが1980年1月に解散、その後率いたALWAYSを母体として生まれた新しいバックバンドがEXOTICS（エキゾティクス）であった。このバンドには後にプロデューサー、アレンジャーとして活躍する吉田建、西平彰が在籍しており、当時まだ若手ながら高度な演奏技術と先鋭性、先覚性を持つミュージシャンが集ったバンドであった（詳細はエキゾティクスの項目を参照）。沢田もことのほか思い入れが深く、本作からシングルカットされた「ス・ト・リ・ッ・パ・ー」や後の「晴れのちBLUE BOY」ではバンドメンバーと共にジャケットを飾っており、また「JULIE&EXOTICS」と大きくクレジットするなどしていた。
そして本作はそのEXOTICSを率いての第1弾リリースとなった作品で、ロンドンで演奏、レコーディングしている。早川タケジのデザインによるジャケット写真（タイトルを想起させる、半裸の沢田が横たわる裏表続きのもの）も話題となった。編曲は前作と同様に伊藤銀次が1曲を除いて担当しているが、既に吉田も作曲に参加しており加瀬邦彦、かまやつひろしらベテランと並び立つ活躍を見せている。また他に佐野元春、小田裕一郎も作曲しており、作詞では三浦徳子が大半を手がけた他、近田春夫が1曲提供している。
三浦徳子が朝日新聞に掲載した当時のコラムによると、1981年9月に三浦作詞の「ロカビリー症候群」（未発表）という曲がシングルリリース予定されていたが沢田が了承せず、自作の「ス・ト・リ・ッ・パ・ー」をシングルカットした。なお本作のシングルリリース曲は「渚のラブレター」と「ス・ト・リ・ッ・パ・ー」で、共に沢田本人の作曲である。
本作の冒頭には宮川泰の作、編曲による短いインストゥルメンタルが収録されており、他の楽曲はブリティッシュ・ロックンロールのテイストが強い。

## 収録曲
1. オーバチュア - OVERTURE
  - 作曲・編曲:宮川泰
2. ストリッパー - STRIPPER
  - 作詞:三浦徳子／作曲:沢田研二／編曲:伊藤銀次
3. BYE BYE HANDY LOVE
  - 作詞・作曲:佐野元春／編曲:伊藤銀次
4. そばにいたい - SOBA NI ITAI
  - 作詞:三浦徳子／作曲:小田裕一郎／編曲:伊藤銀次
5. DIRTY WORK
  - 作詞:三浦徳子／作曲:小田裕一郎／編曲:伊藤銀次
6. バイバイジェラシー - BYE BYE JEALOUSY
  - 作詞:三浦徳子／作曲:加瀬邦彦／編曲:伊藤銀次

「渚のラブレター」のB面曲。
7. 想い出のアニー・ローリー - OMOIDE NO ANNIE LOLLY
  - 作詞:三浦徳子／作曲:かまやつひろし／編曲:伊藤銀次
8. FOXY FOX
  - 作詞:近田春夫／作曲:吉田建／編曲:伊藤銀次
9. テーブル4の女 - TABLE FOUR NO ONNA
  - 作詞:三浦徳子／作曲:加瀬邦彦／編曲:伊藤銀次
10. 渚のラブレター - NAGISA NO LOVE LETTER
  - 作詞:三浦徳子／作曲:沢田研二／編曲:伊藤銀次
11. テレフォン - TELEPHONE
  - 作詞:三浦徳子／作曲:加瀬邦彦／編曲:伊藤銀次
12. シャワー - SHOWER
  - 作詞:三浦徳子／作曲:吉田建／編曲:伊藤銀次
13. バタフライ・ムーン - BUTTERFLY MOON
  - 作詞:三浦徳子／作曲:沢田研二／編曲:伊藤銀次

## 参加ミュージシャン
- 沢田研二 - ボーカル
- 上原裕 - ドラムス
- 柴山和彦 - ギター、バッキングボーカル
- 安田尚哉 - ギター、バッキングボーカル
- 西平彰 - キーボード、バッキングボーカル
- 吉田建 - ベース、バッキングボーカル
- ビリー・ブレムナー（ロックパイル） - ギターソロ（3,5,6,7曲目のみ）、バッキングボーカル（5,7,8,11曲目のみ）
- ポール・キャラック（スクイーズ） - バッキング・ボーカル（5,7,8,11曲目のみ）